# 第二次土埃战争
第二次土埃战争，又称第二次埃及—奥斯曼战争,是奥斯曼帝国与穆罕默德·阿里治下的埃及之间的一场战争，其主要战场位于叙利亚。这场战争有时被称为叙利亚战争或第二次叙利亚战争。 
1839年，奥斯曼帝国重新占领了在第一次土埃战争中被穆罕默德·阿里占领的土地。奥斯曼帝国军队攻入叙利亚，但在内齐布战役的失败后面临崩溃。当年7月1日，奥斯曼帝国舰队驶往亚历山大向穆罕默德·阿里投降。英国、奥地利和其他欧洲国家迅速介入并迫使埃及签订了和平条约。次年9月至11月，由英国和奥地利组成的联合舰队切断了易卜拉欣与埃及本土的海上通讯，英国随之占领了贝鲁特和阿卡。1840年11月27日，亚历山大会议召开。英国海军上将查尔斯·纳皮尔与埃及政府达成协议，埃及放弃对叙利亚的主权声索并归还奥斯曼帝国舰队，以换取承认穆罕默德·阿里及其子嗣对埃及的合法统治。